# Fraternité et chapelle Saint-Georges
La maison de la Fraternité Saint-Georges et sa chapelle est un ensemble architectural inscrit au patrimoine culturel d'importance régionale de la ville de Nijni Novgorod en Russie. Il se trouve dans le cœur historique de la ville et a été construit en 1902-1903 par l'architecte diocésain Alexandre Nikitine (1857-1907).

## Histoire
Des associations publiques religieuses commencent à apparaître dans l'Empire russe à la fin du XIXe siècle dans un but de charité. Une société de porteurs de bannières est formée en 1882 à Moscou pour les processions particulièrement solennelles. En 1888, une association similaire s'est ouverte à Vladimir, et en 1889 à Nijni Novgorod. Elle prend saint Georges comme patron (lui-même patron de Georges II de Vladimir, fondateur de la ville). Les membres de la fraternité Saint-Georges obtiennent le privilège exclusif de porter pendant les processions la bannière du soulèvement populaire de 1612 (à l'appel de Kouzma Minine), de hisser les couleurs de la bannière de la guerre de 1812, de porter l'icône miraculeuse du Sauveur de la chapelle de la tour Saint-Jean du Kremlin de Nijni Novgorod, ainsi que celle de Notre-Dame de Smolensk de l'église (aujourd'hui disparue) Saint-Georges de Nijni Novgorod et une copie réalisée en 1891 du portrait du fondateur de la ville.
Au début, le siège de l'association se trouve dans la résidence de l'évêque, puis ayant élargi le champ de ses compétences dans la mission et l'instruction populaire. C'est ainsi que l'évêque Vladimir (Nikolski) décide de faire construire un immeuble spécialement dédié à la fraternité Saint-Georges avec en plus des pièces pour les réunions du conseil de la fraternité, une salle pour les assemblées solennelles, une partie réservée à l'instruction des vieux-croyants revenus à la juridiction orthodoxe, des classes pour l'école missionnaire, une bibliothèque avec salle de lecture, etc.
Les plans sont proposés par l'architecte diocésain Alexandre Nikitine. Le style est celui de l'architecture russe du XVIIe siècle avec une chapelle à part dédiée à l'icône de Notre-Dame de Vladimir. Les architraves des fenêtres sont carénées, les piliers, larges et profilés avec des fûts croisés. La chapelle reprend la tradition des églises à chatior du XVIIe siècle (octogone sur toit à quatre pans), celui-ci étant basé sur deux rangs décoratifs de kokochniks.
Prévus en 1899, les travaux ne commencent que quelques années plus tard. L'évêque Vladimir meurt en 1900 et l'architecte Nikitine quitte Nijni Novgorod pour Toula. Les travaux sont menés sous l'épiscopat de l'évêque Nazaire (Kirillov) qui donne un terrain de la rue Ossipnaïa (aujourd'hui rue Piskounov). Les autorités donnent le permis de construire le 14 février 1902 et la première pierre est bénie le 7 mai suivant.

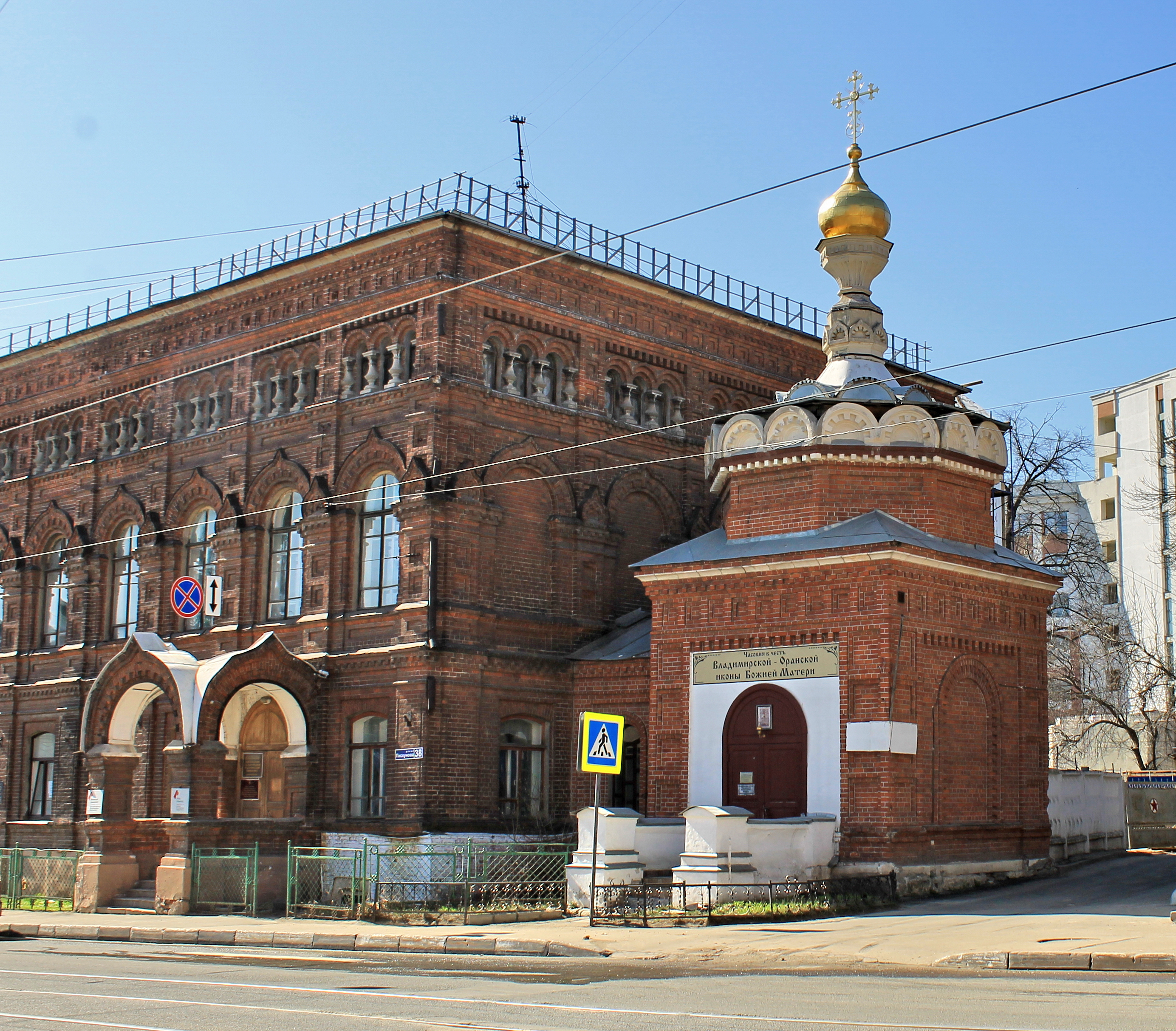
Détail.

La chapelle est terminée en octobre 1902. Les travaux de finition se poursuivent en parallèle à la fin de l'année : des sols carrelés sont posés, l'éclairage électrique est installé, le plâtrage et la peinture des murs est en cours, des grilles en fer forgé sont installées devant le bâtiment donnant rue Ossipnaïa. La chapelle est consacrée à l'icône miraculeuse de Notre-Dame de Vladimir du monastère d'Oranki et l'intérieur est richement décoré avec une iconostase de bois de chêne et dont la principale icône, celle de Notre-Dame de Vladimir, est ornée d'un cadre en argent avec des incrustations d'émaux. La décoration intérieure est due au don de dix mille rouble d'une riche membre de la classe des marchands, M.I. Botchkariova.
Les travaux sont terminés à l'hiver 1903. Le 23 novembre 1903, après une cérémonie liturgique à l'église de la Croix, de la résidence épiscopale, l'évêque Nazaire dirige la procession menant à la maison de la Fraternité Saint-Georges nouvellement construite. La chapelle est consacrée d'abord, puis la cérémonie se poursuit dans la salle des actes de la maison.